# Pseudopanurgus compactus
Pseudopanurgus compactus är en biart som beskrevs av Timberlake 1973. Pseudopanurgus compactus ingår i släktet Pseudopanurgus och familjen grävbin. Inga underarter finns listade i Catalogue of Life.